# كامبل ستيوارت
كامبل ستيوارت هو قطب صحف كندي، ولد في 5 يوليو 1885 في مونتريال في كندا، وتوفي في 14 سبتمبر 1972. أجرى عمليات دعاية لصالح البريطانيين خلال الحربين العالميتين.

## مطلع حياته
ولد كامبل آرثر ستيوارت في مدينة مونتريال بكندا عام 1885 وكان والده إرنست هنري ستوارت ووالدته ليتيتيا ماري بريدجز. انحدر من مؤيدي الإمبراطورية البريطانية الذين فروا إلى كندا من الولايات المتحدة في أعقاب حرب الاستقلال الأمريكية.

## الحرب العالمية الثانية
ومع اندلاع الحرب العالمية الثانية تم تعيين ستيوارت مديراً للدعاية في بلدان العدو. جند إلى قسمه راي شو من التايمز ليكون نائباً له وجند كذلك السير دالاس بروكس ونويل كوارد قبل مغادرته منصبه في عام 1940.